# Charles: The Private Man, the Public Role
Charles: The Private Man, the Public Role war eine Dokumentation über Charles, Prince of Wales, die am 29. Juni 1994 auf ITV ausgestrahlt wurde. Sie wurde von Jonathan Dimbleby präsentiert. Ausschnitte aus dem Film wurden einige Tage nach der ursprünglichen Ausstrahlung in der NBC-Sendung Dateline gezeigt.

## Inhalt und Produktion
Die Sendung war zweieinhalb Stunden lang und beinhaltete mehrere Interviews mit Charles. Die Sendung wurde anlässlich des 25. Jahrestages von Charles’ Amtseinführung als Prince of Wales ausgestrahlt.
Die Produktion des Films dauerte 18 Monate, und es wurden 180 Stunden Filmmaterial gedreht. Das restliche Filmmaterial wird vermutlich auf Schloss Windsor gelagert. Die Ausstrahlung des Films wurde von 13 Millionen Menschen gesehen. Dimbleby sagte über seinen Dokumentarfilm: „Obwohl ich keinen Grund hatte, Feindseligkeit gegenüber dem Prinzen zu empfinden, wollte ich nicht in der Position sein, ein Hochglanzporträt zu malen“. Dimbleby sagte, dass er „völlige redaktionelle Freiheit“ bei der Herstellung des Films hatte. In einem Interview mit Valerie Grove im Juli 1994 sagte Dimbleby, dass er, wenn er die Frage nach der Untreue nicht gestellt hätte, „an den Pranger gestellt“ worden wäre und dass Charles „vollkommen berechtigt war zu sagen, dass es niemanden etwas angeht“. Dimbleby sagte, dass Charles „… nicht lügen kann, er ist nicht gut darin, es zu verbergen, wenn es ihm nicht gut geht, und im Gespräch glaube ich nicht, dass er in der Lage ist, eine Lüge zu erzählen“ und dass „Was durchkommt, ist ein Mann, der die Wahrheit spricht – sein Gesicht, seine Körpersprache, seine Angst“.
Der Film zeigt Charles bei seinen offiziellen Besuchen in Mexiko, dem Nahen Osten, Australien und verschiedenen Ländern in Europa. Charles wird über seine Kinder, Prinz William und Prinz Harry, und das Scheitern seiner Ehe mit deren Mutter, Diana, Princess of Wales, befragt. Dimbleby fragte Charles, ob er seiner Frau treu gewesen sei, Charles gab zu, dass er es gewesen sei, „bis klar wurde, dass die Ehe unwiederbringlich zerbrochen war“. Charles beschrieb das Scheitern seiner Ehe als „… das Allerletzte, was ich jemals wollte. Ich meine, ich bin kein totaler Idiot … Ich bin nicht mit der Absicht in die Ehe gegangen, dass so etwas passiert, oder in irgendeiner Weise mit einer zynischen Einstellung … Ich habe immer versucht, es richtig zu machen und versucht, das Richtige für alle zu tun“. In Bezug auf die umfangreiche Medienberichterstattung über seine Ehe sagte Charles: „Es ist so schwierig, in der heutigen Zeit, finde ich, zu wissen, wie man mit den Medien umgeht … Es ist sehr schwer, denke ich, zu wissen, wo das Gleichgewicht liegt“.
Charles sprach von seiner Überzeugung, dass der Islam, der Katholizismus, der Zoroastrismus und andere Glaubensrichtungen dem Protestantismus ebenbürtig seien und dass er den Titel „Verteidiger des Göttlichen“ dem Titel „Verteidiger des Glaubens“ vorziehe, in Anspielung auf die Rolle des britischen Souveräns als oberster Statthalter der Kirche von England. Charles sagte auch, dass Großbritannien eine Form des Zivildienstes oder Nationaldienstes für junge Leute wieder einführen sollte und dass andere Länder für britische Militärinterventionen im Ausland bezahlen sollten, wenn sie Teil einer internationalen Anstrengung sind.

### Eingeständnis des Ehebruchs
In der Sendung gab Charles vor allem zu, Ehebruch begangen zu haben, nachdem ihm klar geworden war, dass seine Ehe gescheitert war. Charles und Diana hatten sich zwei Jahre vor der Sendung getrennt, waren aber offiziell noch verheiratet. Dimbleby bezog sich auf Berichte in Boulevardzeitungen über Charles’ Privatleben und fragte ihn, ob er versucht habe, seiner Frau gegenüber „treu und ehrenhaft“ zu sein, worauf Charles antwortete: „Ja, absolut“. Dimbleby fragte ihn, ob er ihr treu gewesen sei, worauf Charles antwortete: „Ja … Bis sie unwiederbringlich zerbrochen ist, wir haben es beide versucht“.
Richard Aylard, der Privatsekretär des Prince of Wales, bestätigte auf einer Pressekonferenz am Tag nach der Sendung, dass es sich bei der Frau um Camilla Parker Bowles handelt. Charles hatte Camilla als „liebe Freundin“ und „eine große Freundin von mir“ bezeichnet, beschrieb sie aber nur als eine von „einer großen Anzahl von Freunden“. Camilla und ihr Mann, Andrew Parker Bowles, ließen sich im Januar 1995 scheiden.

## Rezeption und Nachwehen
Dimblebys Biographie über Charles, The Prince of Wales: A Biography, wurde im Oktober 1994 veröffentlicht.
Caroline Davies schrieb 2021 in The Guardian, dass Charles’ „erstaunliches Eingeständnis des Ehebruchs vor der Kamera die Nation in Erstaunen versetzte“ und dass der „Fallout immens war, nicht zuletzt, weil es zu Dianas berühmtem Vergeltungsinterview führte“. Dianas Interview mit Martin Bashir wurde im folgenden Jahr nach der Sendung ausgestrahlt. In der Nacht, in der das Interview ausgestrahlt wurde, besuchte Diana eine Veranstaltung in der Serpentine Gallery in Kensington Gardens und trug ein „gewagtes“ schwarzes schulterfreies Kleid, das als „Rache“ für Charles’ Eingeständnis des Ehebruchs interpretiert wurde. Penny Goldstone schrieb 2021 in Marie Claire, dass das Kleid einer von Dianas „ikonischsten Styles aller Zeiten“ bleibt.
William Rees-Mogg schrieb in der Times, dass die Dokumentation „Teil einer Public-Relations-Übung“ war, die geplant war, „um [Charles’] Image wiederherzustellen“ und verglich sie mit früheren Beispielen britischer königlicher „Public Relations“, einschließlich Edward III.’s Stiftung des Hosenbandordens und Henry VIII’s Field of the Cloth of Gold. Peter Waymark schrieb in der Times, dass das Programm „zweieinhalb Stunden der Hauptsendezeit füllt und weit gehen sollte, um Beschwerden zu begegnen, dass er [Charles] von den Medien nicht fair behandelt wird“.
Steve Coll schrieb in der Washington Post, dass „der Prinz im Schatten von Dianas globaler Ausstrahlung stand und in letzter Zeit, zumindest nach Ansicht des Charles-Lagers, durch systematische Lecks in den Medien, die sie autorisiert hatte, zum Opfer wurde“ und dass der Film „der kalkulierte Versuch des Prinzen war, es mit Diana in ihrem eigenen Medienspiel aufzunehmen“. Alan Hamilton schrieb im November 1995 in der Times, dass der Film „eine ernsthafte Untersuchung der grenzenlosen, aber nicht immer fesselnden guten Taten des Mannes“ sei und dass „das Juwel, als es enthüllt wurde, inmitten großer Kissen von sympathischer Polsterung lag … Die Enthüllung war an sich kein Schock, denn die Boulevardpresse hatte schon monatelang vorher die Kohlen aus dem Feuer geholt; aber es war ein Schock, es von seinen eigenen Lippen zu hören, und ein Schock, dass er eine solche öffentliche Plattform für seine Beichte wählte“ und dass „der Prinz weit mehr Sympathie als Abscheu für das auf sich zog, was die Zuschauer als seine Entscheidung sahen, so ehrlich zu sein“.
Zwei Drittel der Befragten einer von The Sun durchgeführten Telefonumfrage hielten Charles nach dem Interview für „ungeeignet, König zu sein“.
Steve Coll, der den Film in der Washington Post besprach, beschrieb, dass er den „… Ton eines Propagandafilms aus Kriegszeiten hat – unterwürfig und kunstvoll schmeichelnd“. In Bezug auf den Medienrummel nach der Sendung schrieb Coll: „Winzige Nuancen in durchgesickerten Ausschnitten aus dem Film wurden tagelang von Boulevard- und großen Tageszeitungen seziert, die nach Hinweisen auf Charles’ königliche Absichten suchten. Die Implikationen seiner Worte für die langfristige Gesundheit der britischen Monarchie wurden breit diskutiert. Gewinner und Verlierer in Großbritanniens königlichem Wettstreit wurden öffentlich bewertet“.
In einer Rezension des Films in The Independent schrieb Allison Pearson, dass der Ton des Films „sowohl privilegiert als auch selbstverliebt war – genau die Qualitäten, die er bei seinem Thema herunterzuspielen versuchte“ und dass Dimbleby, indem er „die große Untreue-Frage stellte“, „seine journalistische Glaubwürdigkeit bewahrte, aber auch die Aufmerksamkeit von einem gefügigen Ansatz an anderer Stelle ablenkte“. Pearson war der Meinung, der Film sei d„er bemerkenswerteste königliche Film, der je gemacht wurde“, aufgrund seines Zugangs zu Charles’ Gefühlsleben. Pearson schlussfolgerte, dass „die Schlagzeilen sich vorhersehbar auf den Ehebruch des Prinzen und seine weit gefasste Definition von Glauben konzentrierten, aber 13 Millionen Zuschauer werden das Bild eines Mannes mitgenommen haben, der ebenso anständig wie gestört ist“.
In seiner Kolumne für die Times schrieb Matthew Parris im Juni 1994, dass Dimbleby „einen kleinen, aber willkommenen Schlag für den zivilisierten Fernsehdiskurs landete“, weil er das Gefühl hatte, dass „es nicht darum ging, Meinungen aus [Charles] herauszupressen oder zu prügeln. So konnte Dimbleby die Rolle der Hebamme bei einer natürlichen Geburt einnehmen, statt die des Chirurgen bei einem Kaiserschnitt“ und „Es war klar, dass Dimbleby den Prinzen über einen sehr langen Zeitraum fast überall hin begleitet hatte. Sie müssen unzählige Unterhaltungen geführt haben, einige privat, andere aufgezeichnet. Verschiedene ‚Interviews‘ schienen zu sehr unterschiedlichen Zeiten und unter verschiedenen Umständen stattgefunden zu haben. Was wir also bekamen, war ein sich entwickelndes Gespräch zwischen zwei Männern. Die Angst und die Spannung, die Dringlichkeit und die Künstlichkeit, die oft ‚Nachrichten‘ produzieren, aber so selten Verständnis oder Sympathie fördern, waren nicht vorhanden“. Dimbleby war ein „… außerordentlicher Sanftmann. Er war nie unhöflich, nie aufdringlich. Seine Fragen waren nie tendenziös. Nur mit äußerster Behutsamkeit führte er seine Zeugen an“.